# Florida Panhandle
Florida Panhandle („Pfannenstiel Floridas“) ist die Bezeichnung für den nordwestlichen Zipfel des US-Bundesstaates Florida. Er erstreckt sich auf einer Länge von ca. 370 km und einer Breite von 60 bis 140 km zwischen Alabama und Georgia im Norden und dem Golf von Mexiko im Süden und gehört nicht zur Halbinsel Florida. Auch kulturell entspricht die Region eher den klassischen Südstaaten. 
Politisch besteht der Florida Panhandle aus den folgenden Countys:
| - Bay County - Calhoun County - Escambia County - Franklin County - Gadsden County - Gulf County - Holmes County - Jackson County | - Jefferson County - Leon County - Liberty County - Okaloosa County - Santa Rosa County - Wakulla County - Walton County - Washington County |

Gelegentlich werden auch Madison und Taylor, die beiden östlichsten der in der Abbildung rot eingefärbten Countys, zum Florida Panhandle dazugerechnet.
Bedeutende Städte des Panhandle sind Pensacola, Panama City und Tallahassee. Die Strandorte ziehen während der Frühjahrsferien zahlreiche Collegestudenten an. Außerdem befinden sich dort die Luftwaffenstützpunkte Eglin Air Force Base und Tyndall Air Force Base. In Ost-West-Richtung verläuft die Interstate 10 durch das Gebiet.
Der 1936 ausgewiesene Apalachicola National Forest befindet sich ebenfalls in diesem Gebiet.
Die Zeitzonengrenze zwischen der östlichen (UTC−5) und zentralen (UTC−6) Zeitzone der Vereinigten Staaten verläuft entlang des Apalachicola River und damit direkt durch den Florida Panhandle.